# مسكي (شرفاء مدغرة)
مسكي هي إحدى مشيخات المملكة المغربية، تتبع جغرافيا لإقليم الرشيدية وإداريًا لشرفاء مدغرة. يقدر عدد سكانها بـ 9931 نسمة حسب الإحصاء الرسمي للسكان والسكنى لسنة 2004.